# Las Llosas
Las Llosas (en catalán y oficialmente Les Llosses) es un municipio y localidad española de la provincia de Gerona, en la comunidad autónoma de Cataluña. El término municipal, ubicado en la comarca del Ripollés, tiene una población de 199 habitantes (INE 2024).

## Geografía
Está situado al suroeste de Ripoll, entre la riera de Merlés y el Ter. Incluye la colonia de La Farga de Bebié y el antiguo municipio de Palmerola, anexionado en 1991. Es el municipio de mayor extensión de la comarca. 
Otros antiguos municipios anexionados a lo largo del tiempo son San Martín de Viñolas, San Saturnino de Sobellas, Santa María de Matamala, Vallespirán y Viladonja.

## Demografía
Las Llosas cuenta con una población de 199 habitantes (INE 2024).
| Gráfica de evolución demográfica de Las Llosas entre 1842 y 2021 |
| |
| Población de derecho según los censos de población del INE Población de hecho según los censos de población del INEEntre el censo de 1857 y el anterior, crece el término del municipio porque incorpora a San Martín de Viñolas, San Saturnino de Sobellas, Santa María de Matamala, Vallespirán Entre el censo de 1981 y el anterior, crece el término del municipio porque incorpora a Viladonja |

## Símbolos

### Escudo
El escudo de Las Llosas se define por el siguiente blasón:

Escudo losanjado: de sinople, 2 cucharones de oro, pasadas en sautor y con las hojas arriba. El escudo acoplado de un báculo de abad de oro puesto en palo y timbrado de una corona de barón.

Fue aprobado el 26 de julio de 1996. Los cucharones, o cucharas, son armas parlantes referentes al nombre de la localidad (la palabra catalana llosses significa cucharones en castellano). La corona recuerda que el pueblo fue, desde el siglo XI, centro de la baronía de la Guàrdia de Ripoll, y el báculo representa el monasterio de Ripoll, que compró la baronía en 1363.

### Bandera
La bandera de Las Llosas tiene la siguiente definición:

Bandera apaisada de proporciones dos de alto por tres de largo, dividida diagonalmente en barra. La parte superior y al pal, de color verde, y la inferior y en el vuelo, de color amarillo. Al lado del palo, dos cucharones de color amarillo, cruzadas en sautor encima las diagonales de un cuadrado imaginario de altura de 1/2 de la bandera y separado del ángulo por 1/18.
DOGC, 3 de noviembre de 1995